# 幽霊狸
幽霊狸（ゆうれいだぬき）は、阿波国美馬郡脇町の猪尻村（現・徳島県美馬市）に伝わる化け狸。

## 伝承
猪尻村の樽井という地の墓場にエノキの大木があり、幽霊狸はこの木の根元を巣としていた。あるときに猪尻村に住む兵八という豪胆者が狸の正体を見抜いてやろうと、斧を手にして出かけ、誰も近寄らなかった大木に登って夜を待った。
そろそろ化け物が出るかという真夜中の頃、兵八の家の隣人がやって来た。母親が重病なのですぐに帰れということだった。兵八は驚いたが、辛抱して帰りたい気持ちを堪えたので、隣人は帰って行った。しばらくしてまた隣人がやって来て、母親がとうとう亡くなったと言った。しかし兵八はやはり帰らないので、隣人はまた帰って行った。
すると間もなく、方々の家から提灯の灯りが現れ、兵八の家へ集まって行くのが見えた。やがて葬式の行列が現れ、兵八のいる大木のもとへやって来て、棺桶を埋めて帰って行った。
兵八はさすがに心細くなり、母は本当に死んでしまったのかと下を見下ろすと、棺桶を埋めた地面が盛り上がって母親の幽霊が飛び出し、「親不孝者め、殺してやる!」と襲って来た。兵八は咄嗟に斧を振り上げ、幽霊の頭目掛けて叩きつけた。悲鳴が響き、幽霊は地面へと消えた。
やがて夜が明け、地面には数百歳か想像もつかなほどの古狸、幽霊狸の死体が転がっていた。兵八のこの豪胆さに、様子を見に来た他の村人たち皆が感心したという。